# امام‌وردی حمیدوف
امام‌وردی حمیدوف (به لاتین: İmamverdi Həmidov) (زاده ۱ ژانویه ۱۹۴۱) استاد و دکترای فلسفه و رئیس گروه ادبیات آذربایجان در سده‌های باستان است.

## زندگی
امام‌وردی حمیدوف در روستای بالا کولوتن در شهرستان ماساللی جمهوری آذربایجان زاده شد.

## حرفه
- ۱۹۹۷ – تاکنون : رئیس گروه ادبیات دوره باستان موسسه ادبیات نظامی
- ۲۰۱۷ – تاکنون : عضو هیئت تحریریه  Metafizika مجله بین‌المللی فلسفه و میان‌رشته‌ای تحقیقاتی (در دعوت از علاءالدین ملک‌اف)

## دفاع از پایان‌نامه
- ۱۹۷۰ - پایان‌نامه برای درجه داوطلب علوم فلسفی با موضوع ابن قتیبه دیناوری ادبیات ویژه مردم آسیا و آفریقا
- ۲۰۰۹ - پایان‌نامه دکترای فلسفه با موضوع مشکلات مطالعه آثار کلاسیک ادبیات آذربایجان در ادبیات عرب در رشته های تخصصی ادبیات آذربایجان و ادبیات جهان (ادبیات عرب)